# 中野昭慶
中野 昭慶（、1935年〈昭和10年〉10月9日 - 2022年〈令和4年〉6月27日）は、日本の特技監督。満洲国安東県（現：中国丹東市）出身。名前は音読みで「しょうけい」と呼ばれることもある。

## 来歴
満洲では、父親は南満洲鉄道の関連会社の国際運輸に勤務していた。祖父はいわゆる大陸浪人であり、日露戦争などに貢献したとして国から金杯を下賜されるなどしていた。幼少のころは裕福な生活を送り、小学校は安東大和在満国民学校に通う。
1946年（昭和21年）、日本敗戦のため愛媛県新居浜市に引揚げ。新居浜には小学校卒業まで過ごす。
1948年（昭和23年）、月輪中学校入学とともに京都府京都市に移る。
1955年（昭和30年）、京都市立日吉ヶ丘高等学校普通科を卒業と同時に日本大学芸術学部映画学科脚本コースに入学。
1959年（昭和34年）、日本大学を卒業し、東宝に入社。当初は助監督部で本多猪四郎の下についたが、『潜水艦イ-57降伏せず』では人手不足であったため、数日特撮助監督を務めた。
1962年（昭和37年）、円谷英二の指名を受け、『妖星ゴラス』から東宝特殊撮影技術班の助監督となる。『キングコング対ゴジラ』より本格的に参加。
1963年（昭和38年）、『太平洋の鷲』からチーフ助監督に就任。円谷に請われ、「円谷特技プロダクション」でテレビ特撮番組『WOO』の企画に参加する。
1969年（昭和44年）、クレージーキャッツ主演の『クレージーの大爆発』で特技監督（特殊技術）デビュー。同年の『ゴジラ・ミニラ・ガバラ オール怪獣大進撃』でも、チーフ助監督という立場ながら、監督の本多猪四郎に代わり特撮の絵コンテなどを手掛けた。
1970年（昭和45年）、円谷英二の死去に伴って特殊技術課が解散となる。
1971年（昭和46年）、この年に東宝を退社した2代目特技監督の有川貞昌に代わって、東宝3代目の特技監督に就任。1970年代以降の東宝製作の特撮映画の特撮監督として活躍。「ゴジラシリーズ」などのSF・怪獣映画や『日本沈没』などのパニック物、『連合艦隊』、『大日本帝国』などの戦争物、『火の鳥』をはじめとするファンタジー映画など、様々なジャンルを演出。円谷死去後における東宝特撮の第一人者として、映画斜陽時代の特撮を支えた。
1973年（昭和48年）、『日本沈没』で「特技監督」として初めてクレジットされる。同作品はアジア映画祭の特殊技術賞を受賞し、『東京湾炎上』『ノストラダムスの大予言』『地震列島』などで東宝パニック映画というジャンルを築く。
1981年（昭和56年）、この年からフリーの特技監督となり、東映の戦争三部作や海外映画を演出。
1984年（昭和59年）、9年ぶりに復活したゴジラ映画、『ゴジラ』を演出。
1985年（昭和60年）、金正日の招きで北朝鮮を訪れ、怪獣映画『プルガサリ 伝説の大怪獣』の特撮監督を務める。
以後、『竹取物語』（1987年）まで映画の特技監督として活躍。その後はテーマパーク・博覧会関係の映像作品を多数手がけている。
2017年（平成29年）、12月10日に東京の乃村工藝社本社でドキュメンタリー映画『特技監督 中野昭慶が語る特撮映画の世界』が初上映された。
2022年6月27日、敗血症のため死去。86歳没。

## 作風
特技監督は技術者であり、文系・理系どちらかの素養があるとの持論を述べており、理系の天才である有川貞昌、文理両方をこなす円谷英二に対し、自身は文系の凡才であると評している。特殊効果の渡辺忠昭は、監督就任当初の中野は特殊技術のプロフェッショナルではなかったが、『日本沈没』や『続・人間革命』などの大作を経て変化していったと証言している。
「なんでもかんでも熱線でというのには抵抗があった」として、ゴジラを演出する際も肉体のぶつかり合いを重視したといい、この点では格闘よりも光線の応酬を重視する後輩の川北紘一と好対照を成している。1984年の『ゴジラ』でも、意識的に破壊を抑え、熱線もここぞというところで吐かせたと語っている。川北は中野について、「合成にあまり詳しくない」と述べていて、『ゴジラ対ヘドラ』や『ゴジラ対メカゴジラ』では、川北が数々の光学合成を担当し、演出を助けている。
怪獣の演技に関しては、自らが殺陣をつけており、『ゴジラ対メガロ』では時代劇、『ゴジラ対メカゴジラ』では西部劇をイメージしたと語っている。怪獣の動きには美しさを見せるため、歌舞伎や能・日本舞踊を参考にしたというが、1970年代のシリーズでは作劇上、ある程度擬人化せざるを得ず、悩みも多かったという。また、ゴジラは円谷英二の時代にある程度やり尽くしてしまい、限られた予算の問題もあったため、次に何をやるか、また何ができるか考えることに苦労したと語っている。ゴジラの流血描写も、本来は血を見せるのは好まないが、ヒーローとして仕立てるためには敵側の残忍性・残虐性を強調する必要があったと述べている。助監督を務めた田淵吉男は、中野はお子様サービス精神を生真面目に撮っていた正統派と評している。
東宝チャンピオンまつり時代では日本的な要素を入れることを意識していたといい、ガイガンは十二単、ジェットジャガーは般若の面、キングシーサーは狛犬をモチーフとしている。
チャンピオンまつり時代でのゴジラシリーズは低予算での製作を強いられていたが、中野は円谷が育んだ技術を失わせたくないという想いや低予算を言い訳にするのは観客に対して失礼だとの考えから、破壊や爆発を一点豪華主義で見せる、コンパクトなセット作り、既存ミニチュアの活用、過去作品からのフィルム流用など、節約を重ねつつ低予算に見えない画面作りを心がけていた。東宝映像社長の田中友幸はこれに味をしめて同じような作り方を要望するようになってしまったため、中野は失敗であったと述懐している。また、操演に手間がかかることから、特技監督になってから一度もモスラを演出していない。
チャンピオンまつり時代では、主な観客である幼児層にも設定が理解できるようキャラクターの見た目の説得力を重視している。1970年代のゴジラは、吹き出しで話したり空を飛ぶなどの子供向け演出に対して批判が多かったが、「評論家を満足させるために映画を作っているのではなく、子供の客のため」であったという。メカゴジラでは本来のデザインにはないリベットの意匠を加えており、金属製であることの説得力を持たせている。デザインを担当した井口昭彦はこれに反発しているが、中野は「遊び心のある悪戯」がデザインの基本であるとし、自身たちが作る「大ボラ」に対してロマンを感じてほしいと述べている。
火薬を多様・多量に利用した爆発映像から、「爆破の中野」「爆発の中野」の異名をうたう書籍もある。いかに美しい火炎を描くか工夫を重ねたとのことで、有鉛ガソリンの発火色が特に美しいとして、市場が無鉛ガソリンに移行したために、特撮に使用できなくなったことを惜しんでいる。特殊効果の渡辺忠昭によれば、中野は『日本沈没』の後から火を好むようになったという。
『日本沈没』では、波のうねりを表現するためにスタジオ内の特撮プールの水にビールを混ぜ込んで粘りを加えたため、スタッフ全員が悪酔いしたという。やってみたい映画として、特撮を駆使した「2時間、3時間笑いっぱなしという」スラップスティック映画を撮ってみたいと語っている。
中野は、実景とミニチュアとではミニチュアで作った情景の方が本物以上のものを作ることができるためミニチュアの方に価値があると考えており、実際に実景で撮った船の映像を見た関係者から「ミニチュアがチャチだ」と言われたこともあったという。一方で、火と水だけは本物を撮るしかないと述べている。

## 人物・エピソード
幼少期を満州ですごしたことから、後に映画を手掛けた際に日本と外国との違いを意識することはなかったと述べている。後年、北朝鮮の映画『プルガサリ 伝説の大怪獣』（1985年）の撮影のため同国を訪れた際も、見知った風景であったため外国に来ているという感覚はなかったと述懐している。
終戦後、日本へ引き上げるまで1年近く一家で大陸をさまよっており、父のつてで満州鉄道の貨物列車に隠れて移動するなどしていた。祖父が下賜された金杯は、没収されぬようトウモロコシの粉で包んで蒸し、食べ物に偽装して中野が運んだ。
満州から日本へ引き揚げた際に、満鉄の車両よりも小さな日本の機関車を見て遊園地の乗り物のようだと感じたといい、スケールの大きな大陸に比べて日本は何でも小さく見えたことが、後に自身が手掛けるミニチュアのイメージの原点になったという。
日本では、母親の勤め先から映画の券を社員割引で安く入手することができたため、週に4回は映画を鑑賞していた。中学校の国語の教科書に映画のシナリオが掲載されていたのをきっかけに、自身でもシナリオを書くようになり、映画業界を志望するようになった。
助監督志望で東宝に入社したが、いきなり「円谷組へ行け」と命じられての特撮の現場入りだった。当時、特撮の現場は社内でも敬遠された部署だったという。中野は、当時は文学青年で『ゴジラ』も観たことがなかったというが、やり始めてからは特撮も演出技術であると解釈するようになった。
『太平洋の翼』で特撮班の監督助手（チーフ助監督）に起用されるが、通常10年以上の経験者が起用されるため、助監督歴3、4年の中野は異例の抜擢であった。中野によれば、前年の『キングコング対ゴジラ』の時点で特撮班の助監督は2人しかおらず、当時のチーフ助監督であった浅井正勝が事務職へ転向したため、自身が繰り上がったという。中野は、特技監督の円谷英二に迷惑をかけないよう雑務をすべて取り仕切ろうと意気込み、まず大雑把なものしかなかった特撮のスケジュール表を綿密なものに作り変えたが、会社側からは喜ばれたものの円谷からは「特撮はスケジュールで作るものではない」と怒られてしまった。これにより2週間ほど円谷から無視されていたが、その後円谷が「（スクリーンプロセスで）本編の俳優を使いたい」と発言した際に本編班と交渉を行いこれを取り付けたことで、円谷の信頼を得て以後相談を受けるようになったという。
助監督として参加した『キングコング対ゴジラ』が最初に携わったゴジラシリーズであったが、社会派であった前2作から娯楽作へと転換することに疑問を抱いたという。一方で、怪獣の動きにスポーツの型を取り入れた円谷のアイデアは高く評価している。その後のインタビューでは、同作品での一大転換がなければその後もシリーズが続くことはなかっただろうと述べている。
『キングコング対ゴジラ』では、大ダコの撮影に用いた本物のタコが連日食事に出ていたことから食べ飽きてしまい、その後タコを食べることができなくなってしまったという。
円谷は、本編もやりたいという中野の意を汲んで『ウルトラQ』に誘い、製作第1話（放送第4話）「マンモスフラワー」の監督を予定していたが、結局中野は円谷班の撮影に加わることになり、実現には至らなかった。
『モスラ対ゴジラ』の撮影で、モスラ幼虫の糸として噴出するゴム糊が目に入ってしまい、失明しかけたという。幸い大事には至らなかったが、腫れと痛みが治まるまで2，3日はかかったと述懐している。このとき、遠視で疲れやすいことを眼科医に相談したところ、「見えにくくすればいい」とのアドバイスを受け、以後サングラスを着用するようになった。
『ゴジラ対メカゴジラ』では、特撮の撮影初日に大遅刻した揚句、周りの緊張感をよそに何食わぬ顔で「本番スタート」の声をかけたというエピソードが残っている。
インタビューなどでは温厚で誠実な受け答えで知られる。『マンガ少年別冊・特撮映像の素晴らしき世界』（1979年、朝日ソノラマ）で企画された「特撮マン座談会」では、自身が酷評されている研究書（コロッサス編の「大特撮」）に対しても謙虚な姿勢を見せている。
映画『ゴジラ』（1984年）では、ゴジラのスーツ造形にこだわり、何度も手直しが行われた。造形の安丸信行がこれに耐えかね憤慨したが、それに対して中野は台本を足元に叩きつけて怒りをあらわにしたといい、これを目撃していたゴジラのスーツアクターである薩摩剣八郎は後にも先にもこんなに怒った中野はみたことがないといい、赤鬼のような形相であったと述懐している。
本人曰く「シネマスコープ大好きおじさん」だという。特撮映画はシネマスコープで制作すべきだと持論を述べており、『ゴジラ』（1984年版）ではそれまでのシネマスコープからビスタサイズに変更されたことに不満を持っていた。別のインタビューでは、シネスコは好きではなく、怪獣もので迫真力を出せるスタンダードサイズが一番好きだと述べている。
初期のカラー映画ではアグファカラーを好んでおり、イーストマン・カラーは嫌いであったと述べている。
助監督時代に、特撮用の巨大扇風機で手の指を切断する事故に遭った。
円谷の死去する直前に、仕事の帰りにスタッフを引き連れて伊豆で療養中の円谷のもとを訪れ、スタッフの多くはこれが最後の対面となり、中野はなんとなく予感していたというが、一方で円谷の仕事を引き継いだ自身が訪れたことは円谷に対して良いことであったのか酷なことであったのか省みる部分もあったという。
ドキュメンタリー映画『特技監督 中野昭慶が語る特撮映画の世界』の上映後のトークショーに監督の小澤智之、ナレーションを担当した黒塚まやと共に出演し、『シン・ゴジラ』の監督・特技監督を務めた樋口真嗣と総監督の庵野秀明の功績（特にゴジラの生物感の表現）も称えている。特に『ゴジラ』で映画界に入った樋口については息子同然であるとも話し、映画のヒットを労った。

## 作品

### 映画

#### 助監督
| 公開年 | 公開年   | 作品名                                     | 制作（配給）                                       | 役職                      |
| ------ | -------- | ------------------------------------------ | -------------------------------------------------- | ------------------------- |
| 1956年 | 4月18日  | 夜間中学                                   | - 日本大学芸術学部 - （大映）                      | 監督助手 （実習）         |
| 1959年 | 7月5日   | 潜水艦イ-57降伏せず                        | 東宝                                               | 監督助手 （本編）         |
| 1959年 | 8月23日  | サザエさんの新婚家庭                       | 東宝                                               | 監督助手 （本編）         |
| 1959年 | 10月25日 | 日本誕生                                   | 東宝                                               | 監督助手 （本編）         |
| 1959年 | 11月22日 | お姐ちゃん罷り通る                         | - 東宝 - 邵氏機構 - （東宝）                       | 監督助手 （本編）         |
| 1960年 | 4月26日  | ハワイ・ミッドウェイ大海空戦 太平洋の嵐    | 東宝                                               | 監督助手 （本編）         |
| 1960年 | 7月12日  | 夜の流れ                                   | 東宝                                               | 監督助手 （本編）         |
| 1960年 | 9月27日  | 姉さん女房                                 | 東宝                                               | 監督助手 （本編）         |
| 1960年 | 10月1日  | 秋立ちぬ                                   | 東宝                                               | 監督助手 （本編）         |
| 1960年 | 10月30日 | 独立愚連隊西へ                             | 東宝                                               | 監督助手 （本編）         |
| 1960年 | 12月11日 | ガス人間第一号                             | 東宝                                               | 監督助手 （本編）         |
| 1960年 | 12月25日 | サラリーマン忠臣蔵                         | 東宝                                               | 監督助手 （本編）         |
| 1961年 | 1月1日   | 椿三十郎                                   | - 東宝 - 黒澤プロダクション - （東宝）             | 監督助手 （本編）         |
| 1961年 | 7月1日   | 香港の夜                                   | - 東宝 - キャセイ・オーガニゼイション - （東宝）   | 監督助手 （本編）         |
| 1961年 | 7月30日  | モスラ                                     | 東宝                                               | 監督助手 （本編）         |
| 1961年 | 8月13日  | 紅の海                                     | 東宝                                               | 監督助手 （本編）         |
| 1961年 | 9月12日  | 真紅の男                                   | 東宝                                               | 監督助手 （本編）         |
| 1961年 | 9月17日  | ゲンと不動明王                             | 東宝                                               | 監督助手 （本編）         |
| 1962年 | 2月10日  | 銀座の若大将                               | 東宝                                               | 監督助手 （本編）         |
| 1962年 | 3月21日  | 妖星ゴラス                                 | 東宝                                               | 監督助手 （特殊技術）     |
| 1962年 | 3月21日  | 紅の空                                     | 東宝                                               | 監督助手 （特殊技術）     |
| 1962年 | 8月11日  | キングコング対ゴジラ                       | 東宝                                               | 監督助手 （特殊技術）     |
| 1963年 | 1月3日   | 太平洋の翼                                 | 東宝                                               | チーフ助監督 （特殊技術） |
| 1963年 | 3月24日  | 戦国野郎                                   | 東宝                                               | 監督助手 （本編）         |
| 1963年 | 5月29日  | 青島要塞爆撃命令                           | 東宝                                               | チーフ助監督 （特殊技術） |
| 1963年 | 8月11日  | マタンゴ                                   | 東宝                                               | チーフ助監督 （特殊技術） |
| 1963年 | 10月26日 | 大盗賊                                     | 東宝                                               | チーフ助監督 （特殊技術） |
| 1963年 | 12月22日 | 海底軍艦                                   | 東宝                                               | チーフ助監督 （特殊技術） |
| 1964年 | 1月13日  | 士魂魔道 大龍巻                            | - 宝塚映画 - （東宝）                              | チーフ助監督 （特殊技術） |
| 1964年 | 4月18日  | ああ爆弾                                   | 東宝                                               | 監督助手 （本編）         |
| 1964年 | 4月29日  | モスラ対ゴジラ                             | 東宝                                               | チーフ助監督 （特殊技術） |
| 1964年 | 8月11日  | 宇宙大怪獣ドゴラ                           | 東宝                                               | チーフ助監督 （特殊技術） |
| 1964年 | 9月19日  | 女体                                       | 東宝                                               | 監督助手 （本編）         |
| 1964年 | 12月20日 | 三大怪獣 地球最大の決戦                    | 東宝                                               | チーフ助監督 （特殊技術） |
| 1965年 | 6月19日  | 太平洋奇跡の作戦 キスカ                    | 東宝                                               | チーフ助監督 （特殊技術） |
| 1965年 | 8月8日   | フランケンシュタイン対地底怪獣             | - 東宝 - ベネディクト・プロダクション - （東宝）   | チーフ助監督 （特殊技術） |
| 1965年 | 10月31日 | 大冒険                                     | - 東宝 - 渡辺プロダクション - （東宝）             | チーフ助監督 （特殊技術） |
| 1965年 | 12月19日 | 怪獣大戦争                                 | - 東宝 - ベネディクト・プロダクション - （東宝）   | チーフ助監督 （特殊技術） |
| 1966年 | 7月13日  | ゼロ・ファイター 大空戦                    | 東宝                                               | チーフ助監督 （特殊技術） |
| 1966年 | 7月31日  | フランケンシュタインの怪獣 サンダ対ガイラ  | - 東宝 - ベネディクト・プロダクション - （東宝）   | チーフ助監督 （特殊技術） |
| 1966年 | 12月17日 | ゴジラ・エビラ・モスラ 南海の大決闘        | 東宝                                               | チーフ助監督 （特殊技術） |
| 1967年 | 7月22日  | キングコングの逆襲                         | - 東宝 - ランキン・バス・プロダクション - （東宝） | チーフ助監督 （特殊技術） |
| 1967年 | 12月16日 | 怪獣島の決戦 ゴジラの息子                  | 東宝                                               | チーフ助監督 （特殊技術） |
| 1968年 | 8月1日   | 怪獣総進撃                                 | 東宝                                               | チーフ助監督 （特殊技術） |
| 1968年 | 8月14日  | 連合艦隊司令長官 山本五十六                | 東宝                                               | チーフ助監督 （特殊技術） |
| 1969年 | 7月26日  | 緯度0大作戦                                | - 東宝 - ドン・シャーププロ - （東宝）             | チーフ助監督 （特殊技術） |
| 1969年 | 8月13日  | 日本海大海戦                               | 東宝                                               | チーフ助監督 （特殊技術） |
| 1969年 | 12月20日 | ゴジラ・ミニラ・ガバラ オール怪獣大進撃    | 東宝                                               | チーフ助監督 （特殊技術） |
| 1970年 | 8月1日   | ゲゾラ・ガニメ・カメーバ 決戦!南海の大怪獣 | 東宝                                               | チーフ助監督 （特殊技術） |

#### 特技監督
| 公開年 | 公開年   | 作品名                        | 制作（配給）                                    | 役職                           |
| ------ | -------- | ----------------------------- | ----------------------------------------------- | ------------------------------ |
| 1969年 | 4月29日  | クレージーの大爆発            | - 東宝 - 渡辺プロダクション - （東宝）          | 監督 （特殊技術）              |
| 1971年 | 7月17日  | 激動の昭和史 沖縄決戦         | 東宝                                            | 特殊技術                       |
| 1971年 | 7月24日  | ゴジラ対ヘドラ                | 東宝                                            | 特殊技術                       |
| 1972年 | 3月12日  | 地球攻撃命令 ゴジラ対ガイガン | - 東宝 - 東宝映像（製作協力） - （東宝）        | 特殊技術                       |
| 1973年 | 3月17日  | ゴジラ対メガロ                | - 東宝映像 - （東宝）                           | 特殊技術                       |
| 1973年 | 9月8日   | 人間革命                      | - 東宝映像 - シナノ企画 - （東宝）              | 特殊技術                       |
| 1973年 | 12月29日 | 日本沈没                      | - 東宝映画 - 東宝映像 - （東宝）                | 特技監督                       |
| 1974年 | 3月21日  | ゴジラ対メカゴジラ            | - 東宝映像 - （東宝）                           | 特技監督                       |
| 1974年 | 8月3日   | ノストラダムスの大予言        | - 東宝映画 - 東宝映像 - （東宝）                | 特技監督                       |
| 1974年 | 12月28日 | エスパイ                      | - 東宝映像 - （東宝）                           | 特技監督                       |
| 1975年 | 3月15日  | メカゴジラの逆襲              | - 東宝映像 - （東宝）                           | 特技監督                       |
| 1975年 | 7月12日  | 東京湾炎上                    | - 東宝映画 - 東宝映像 - （東宝）                | 特技監督                       |
| 1976年 | 6月19日  | 続・人間革命                  | - 東宝映像 - シナノ企画 - （東宝）              | 特技監督                       |
| 1977年 | 12月17日 | 惑星大戦争                    | - 東宝映画 - 東宝映像 - （東宝）                | 特技監督                       |
| 1978年 | 8月12日  | 火の鳥                        | - 東宝映画 - 手塚プロダクション - （東宝）      | 特技監督                       |
| 1980年 | 8月2日   | 二百三高地                    | - 東映東京撮影所 - （東映）                     | 特撮監督                       |
| 1980年 | 8月30日  | 地震列島                      | - 東宝映画 - （東宝）                           | 特技監督                       |
| 1981年 | 8月8日   | 連合艦隊                      | - 東宝映画 - （東宝）                           | 特技監督                       |
| 1982年 | 8月7日   | 大日本帝国                    | - 東映東京撮影所 - （東映）                     | 特技監督                       |
| 1982年 | 9月11日  | 幻の湖                        | - 橋本プロダクション - （東宝）                 | 特撮監督                       |
| 1983年 | 2月5日   | 悪漢探偵2                     | 新藝城電影公司                                  | 導演（監督）                   |
| 1983年 | 6月4日   | 日本海大海戦 海ゆかば         | - 東映東京撮影所 - （東映）                     | 特技監督                       |
| 1984年 | 12月15日 | ゴジラ                        | - 東宝映画 - （東宝）                           | 特技監督                       |
| 1987年 | 1月17日  | 首都消失                      | - 徳間書店 - 関西テレビ - 大映映画 - （東宝）   | 特撮監督                       |
| 1987年 | 9月26日  | 竹取物語                      | - フジテレビ - 東宝映画 - （東宝）              | 特技監督                       |
| 2000年 | 7月22日  | プルガサリ 伝説の大怪獣       | - 朝鮮芸術映画撮影所 - （レイジング・サンダー） | 協力特撮監督（ノンクレジット） |

### テレビ
| 期間           | 期間          | 番組名                             | サブタイトル | 制作（放送局）                              | 役職     |
| -------------- | ------------- | ---------------------------------- | --- | ------------------------------------------- | -------- |
| 1973年4月2日   | 1973年9月24日 | 流星人間ゾーン                     | - 第1話 「恐獣ミサイル 爆破せよ!」 - 第2話 「やっつけろ! デストロキング」 - 第5話 「キングギドラをむかえ撃て!」 - 第6話 「キングギドラの逆襲!」 - 第7話 「ゾーンファミリー危機一髪!」 - 第9話 「追え! レッドスパイダーの秘密」 - 第11話 「間一髪 ゴジラの叫び!」 - 第20話 「激闘! ファイターの歌が聞える」 - 第21話 「無敵! ゴジラ大暴れ」 | 日本テレビ 東宝映像 萬年社                  | 特殊技術 |
| 1978年10月1日  | 1979年4月1日  | 西遊記                             | - 第19話 「意外! 吸血鬼三蔵」 - 第20話 「猛吹雪! 三蔵狂乱」 - 第23話 「女人国 八戒が妊娠!?」 - 第24話 「火焔山!! 芭蕉扇の愛」 | - 日本テレビ - 国際放映                     | 特撮監督 |
| 1979年11月11日 | 1980年5月4日  | 西遊記II                           | - 第11話 「毒キノコ 集団記憶喪失」 - 第13話 「人喰い妖怪 若返りの泉」 | - 日本テレビ - 国際放映                     | 特撮監督 |
| 1980年5月11日  | 1980年10月5日 | 猿飛佐助                           | 第16話 「甲賀忍法 噴射火龍」 | - 日本テレビ - 国際放映                     | 特撮監督 |
| 1983年1月2日   | 1983年1月2日  | 海にかける虹〜山本五十六と日本海軍 | - 第1部 「日本海大海戦の激闘」 - 第2部 「宿命に揺れる初恋」 - 第3部 「決死の霞ヶ浦航空隊」 | テレビ東京 東映                             | 特撮監督 |
| 2000年12月7日  | 2001年3月1日  | スターぼうず                       | 全13話 | - TBS - BS-i - 東宝 - レイアップ - 円谷映像 | 監修     |

### 博覧会・テーマパーク
| 期間           | 期間           | 博覧会・テーマパーク名       | 主催                                                    | 担当パビリオン                               | 製作会社、スポンサー                                        | 役職         |
| -------------- | -------------- | ---------------------------- | ------------------------------------------------------- | -------------------------------------------- | ----------------------------------------------------------- | ------------ |
| 1970年3月14日  | 1970年9月13日  | 日本万国博覧会               | 財団法人日本万国博覧会協会                              | 三菱未来館『日本の自然と日本人の夢』         | - 東宝 - （三菱グループ）                                   | チーフ助監督 |
| 1985年3月6日   | 1995年6月21日  | 東京ディズニーランド         | - ウォルト・ディズニー・カンパニー - オリエンタルランド | 東京ディズニーランド・エレクトリカルパレード | - 東宝映像美術 - （日本ユニシス）                           | 監督         |
| 1985年3月17日  | 1985年9月16日  | 国際科学技術博覧会・つくば85 | 財団法人日本万国博覧会協会                              | 電力館『エレクトロ・ガリバーの冒険』         | - 東宝映像美術 - （電気事業連合会）                         | 特技監督     |
| 1985年3月17日  | 1985年9月16日  | 国際科学技術博覧会・つくば85 | 財団法人日本万国博覧会協会                              | 健康スポーツ館『ブリーズ』                   | - 東宝映像美術 - （デサント） - （スズケン） - （大塚製薬） | 特技監督     |
| 1988年7月8日   | 1988年9月18日  | ぎふ中部未来博               | 財団法人日本万国博覧会協会                              | パノラマ中部館『飛翔・ちゅうぶ』             | 東宝映像美術                                                | 特技監督     |
| 1989年3月16日  | 1989年5月14日  | サザンピア21                 | 鹿児島市                                                | 地球探検館『マグマ・アドベンチャー』         | 東宝映像美術                                                | 特技監督     |
| 1990年4月22日  | 2017年12月31日 | スペースワールド             | スペースワールド                                        | スペースドーム館『プラネッツ・クルーズ』     | 東宝映像美術                                                | 総監督       |
| 1990年11月10日 | 1990年11月10日 | 日立シビックセンター         | - - 日立市 - 公益財団法人日立市科学文化情報財団         | 『はばたけ!日立』                            | 東宝映像美術                                                | 特技監督     |
| 1990年12月7日  | 1990年12月7日  | サンリオピューロランド       | サンリオエンターテイメント                              | オープニングセレモニー                       | 東宝映像美術                                                | 監督         |
| 1993年7月30日  | 2007年9月30日  | シーガイア                   | フェニックスリゾート                                    | オーシャンドーム『ウォータークラッシュ』     | 東宝映像美術                                                | 監督         |
| 2001年7月7日   | 2001年9月30日  | うつくしま未来博             | うつくしま未来博                                        | 21世紀建設館                                 | 東宝映像美術                                                | 監督         |

- 1972年 富士急ハイランド 宇宙船旅行館

## 受賞歴
- 1974年 第20回アジア太平洋映画祭特殊技術賞
- 1986年 第9回日本アカデミー賞特殊技術賞[54]
- 1988年 第11回日本アカデミー賞特殊技術賞[55]

## 出演

### DVDコメンタリー出演
すべて東宝ビデオ発売。
- クレージーの大爆発 - 作品自体についても言及しているが、東宝に入ってからの歩み、円谷英二について、『青島要塞爆撃命令』での円谷と本編監督の古澤憲吾との“大喧嘩”の真相など、幅広く語っている。
- 日本海大海戦
- ゴジラ対ヘドラ
- 日本沈没
- ゴジラ対メカゴジラ
- ゴジラ（1984年版）
- 地震列島（中野昭慶『地震列島』を語る）

### テレビ出演
- 『ジュニア文化シリーズ ゴジラ誕生 〜人間の記録・円谷英二〜』（NHK教育、1980年）
- 『ザ・ゴジラスペシャル』（1984年12月14日、TBS）

### ラジオ出演
- 『ラジオデイズ』映画よりおもしろい映画の現場 第1回（2016年10月5日、Radio Cafe）- ゲスト出演[56]。
- 『伊集院光とらじおと』（2019年1月24日、TBSラジオ）- ゲスト出演[57]。

### トークショー
- 『俺とゴジラ』
  - 「第三回 特技監督 中野昭慶氏」（2015年5月1日・前編、6月15日・後編）[58][59]。
- 『ゴジラ（84）トークイベント』"昭和最後のゴジラ"を創造したレジェンドたちが特撮映画の魅力を語る。[60]
- 『ゴジラ対メカゴジラ』極爆上映で中野昭慶特技監督が語る。メカゴジラのルーツとは[61]
- 中野昭慶特技監督が語る「キングコング対ゴジラ」 円谷英二特技監督の特撮へのこだわりとは？[62]
- その他にドキュメンタリー映画『特技監督 中野昭慶が語る特撮映画の世界』完成記念トークショーがある。2017年12月10日（日）に乃村工藝社本社で開催された同映画の上映イベントで行われた。
- 『特技監督 中野昭慶が語る 特撮映画の世界』2017年12月10日。日本ミュージアム・マネージメント学会[63]
- 『ゴジラ1984コンプリーション』発売記念イベント84’ゴジラ復活トークが、2019年2月23日に新宿ロフトプラスワンにて開催された。
- 『ULTRAMAN ARCHVES』ウルトラQ「東京氷河期」Premium Theater上映会&スペシャルトークが、2019年6月15日、イオンシネマ板橋で開催された。
- 超大怪獣大特撮大全集R & 中野昭慶特技監督トークショーが、2019年8月25日に「京都みなみ会館」にて開催された。
- 映画『日本沈没』（1973）上映+トークショー。ゲスト：中野昭慶特技監督[64]。

## 著書
- 中野昭慶、染谷勝樹『特技監督 中野昭慶』ワイズ出版、2007年。ISBN 978-4898302149。
- 中野昭慶、染谷勝樹『特技監督 中野昭慶』ワイズ出版〈ワイズ出版映画文庫〉、2014年。ISBN 978-4898302804。
- 西川タイジ、中野昭慶、桜井景一、宮西武史、小川利弘 、若狭新一、藤下忠男、杉村克之、市村昭弘、諏訪操旺、松尾和之、小形英正、髙澤公明、北條則明『トーク・アバウト・シネマ—「特撮・CG・VFX」から語る映像表現と仕事論』発行：シネボーイ/PAPER PAPER　発売：フィルムアート社、2017年4月1日。ISBN 4845916347。